# Анрі Лам
Анрі Лам (31 січня 1891 — 21 серпня 1966) — бельгійський вершник.
Срібний призер Олімпійських Ігор 1920 року в командному конкурі.